# Strausberg
Strausberg est une commune de l'arrondissement de Märkisch-Pays de l'Oder, dans le Land de Brandebourg, en Allemagne. Avec une population d'environ  26 850 habitants en 2019, c'est la principale ville du Märkisch-Oderland.

## Géographie
La ville de Strausberg, entourée par des forêts et des lacs, se trouve sur le plateau de Barnim, à 33 km à l'est du centre de Berlin, à 35 km à l'ouest de Seelow et à 52 km à l'ouest de Kostrzyn nad Odrą, la ville frontalière polonaise. Elle fait partie de l'agglomération berlinoise.

## Histoire
Un château fort des margraves de Brandebourg y fut construit vers l'an 1225. La ville a été fondée en 1240, au cours de la colonisation germanique des anciens territoires slaves sous le règne du margrave Jean Ier et de son frère Othon III ; le nom de Struceberch est mentionnée dans un acte de 1247. À côté du centre historique se trouvent d'anciens remparts du milieu du XIIIe siècle. La  première mairie fut construite en 1333. 

## Démographie
|  |

| 1875 | 5 880  |
| 1890 | 7 042  |
| 1910 | 8 568  |
| 1925 | 9 686  |
| 1933 | 10 764 |
| 1939 | 12 140 |
| 1946 | 10 154 |
| 1950 | 11 040 |
| 1964 | 18 168 |
| 1971 | 19 905 |

| 1981 | 24 917 |
| 1985 | 27 531 |
| 1989 | 28 919 |
| 1990 | 28 977 |
| 1991 | 28 541 |
| 1992 | 28 464 |
| 1993 | 27 987 |
| 1994 | 27 434 |
| 1995 | 27 312 |
| 1996 | 26 864 |

| 1997 | 26 616 |
| 1998 | 26 455 |
| 1999 | 26 370 |
| 2000 | 26 221 |
| 2001 | 26 512 |
| 2002 | 26 629 |
| 2003 | 26 644 |
| 2004 | 26 593 |
| 2005 | 26 533 |
| 2006 | 26 402 |

| 2007 | 26 347 |
| 2008 | 26 229 |
| 2009 | 26 221 |
| 2010 | 26 206 |
| 2011 | 25 611 |
| 2012 | 25 594 |

Les sources de données se trouvent en detail dans les Wikimedia Commons.

## Transports
La Deutsche Bahn (DB) exploite une gare ferroviaire à Strausberg sur la ligne de Prusse-Orientale. Cette gare offre une correspondance avec la S-Bahn berlinoise, par la ligne S5. Cette ligne a quatre arrêts, qui sont Strausberg, Strausberg Hegermühle, Strausberg Stadt et Strausberg Nord.
Strausberg est également desservie par une ligne de tramway, exploitée par la compagnie Strausberger Eisenbahn. Cette ligne compte 9 stations : Strausberg (ou Sb.Vorstadt, à la gare), Landhausstraße, Schlagmühle, Stadtwald, Hegermühle, Wolfstal, Käthe-Kollwitz-Straße, Elisabethstraße et Lustgarten (au centre, près de l'arrêt Stadt de la S-Bahn).
Le Bac de Straussee , le seul trolley ferry en Europe aujourd'hui, est situee à Strausberg.

## Tourisme
La ville est connue comme Die grüne Stadt am See (La ville verte sur le lac). Elle compte le lac Straussee (le plus grand), le Herrensee et d'autres plus petits. On peut voir également des forêts, et la plus grande est le Strausberger Wald, situé à l'ouest du Straussee.

## Jumelages
La ville de Strausberg est jumelée avec :
- Terezín (Tchéquie) depuis 1998
- Dębno (Pologne) depuis 1978
- Frankenthal (Allemagne) depuis 1990
- Hamont-Achel (Belgique) depuis 2015

En outre, la ville parraine :
- Hertha BSC
- Bundeswehr[6] (2001)

## Personnalités
- Andreas Angelus (1561-1598)
- Johannes Haw (1871-1949)
- Georg Kurtze (19??-1945)
- Gertrud Rossner (1903-1984)
- Sigmund Jähn (1937-2019)
- Michael Gartenschläger (1944-1976)